# Air Orient
Air Orient — французька авіакомпанія, що існувала в 1929-1933 роках.

## Історія
Авіакомпанія була заснована в 1929 році. Експлуатувалися переважно літаючі човни. У 1933 році компанія об'єдналася з іншими авіакомпаніями в Air France.

## Пункти призначення

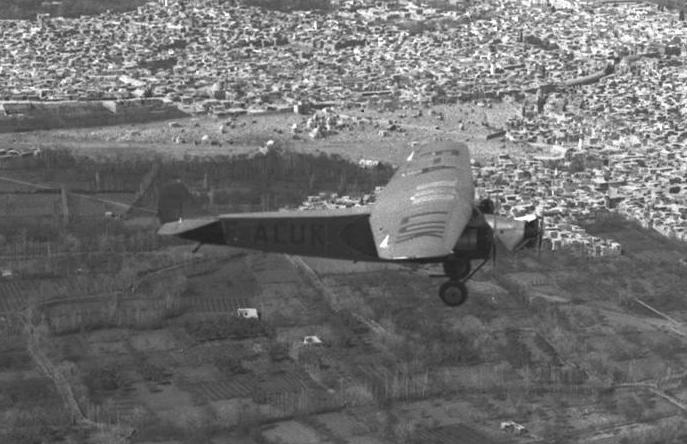
Літак Air Orient над Дамаском у 1933.

- Франція — Париж, Ліон, Марсель
- Велика Британія — Лондон
- Італія — Неаполь
- Греція — Афіни, Корфу
- Сирія — Дамаск, Алеппо
- Ірак — Багдад
- Іран — Аллахабад, Бушир, Джаск
- Індія — Калькутта, Карачі
- Сіам — Бангкок
- Бірма — Янгон
- Індокитай — Сайгон
- Ліван — Бейрут

## Флот
- CAMS 53
- SPCA Météore 63
- Farman 190